# Layover (album)
Layover è l'album in studio di debutto del cantante sudcoreano V, pubblicato l'8 settembre 2023.

## Antefatti e pubblicazione
V ha iniziato a scrivere canzoni per un album solista nel 2020, ma, insoddisfatto del risultato, le ha scartate tutte e ha deciso di affidarsi a collaboratori esterni. Volendo mostrare un lato musicale diverso rispetto al passato, ha chiesto a Min Hee-jin, AD dell'etichetta Ador, anch'essa appartenente al gruppo Hybe, di unirsi al progetto come produttrice, memore dell'operato svolto su Pink Tape delle f(x).
Il 20 luglio 2023, la testata giornalistica sudcoreana Sports Chosun ha riportato che V si stava preparando a pubblicare il proprio disco, a cui stava lavorando dal 2022, nel corso del terzo trimestre dell'anno; la Big Hit Music ha risposto che avrebbe annunciato la data d'uscita quando fosse stata fissata. Il successivo 2 agosto la casa discografica ha confermato che sarebbe stato l'ultimo membro dei BTS a debuttare da solista e ha reso nota la partecipazione di Min al disco, mentre l'8 agosto sono stati svelati il titolo, la data d'uscita e la lista tracce, per ciascuna delle quali è stato realizzato un video musicale, ad esclusione della traccia bonus Slow Dancing (Piano ver.).
Tutti i video sono stati girati in Spagna nell'arco di circa due settimane. Quello di Love Me Again, ripreso in una grotta a Maiorca, è uscito il 10 agosto, e la canzone è stata distribuita commercialmente il giorno successivo insieme a Rainy Days, di cui è stato reso contemporaneamente disponibile il video musicale. Il videoclip di Slow Dancing, anch'esso girato a Maiorca, è uscito in concomitanza con l'album. Alla mezzanotte del 13 settembre è stato caricato online quello di Blue, mentre il 16 settembre quello di For Us.
Il 23 ottobre sono stati pubblicati due remix di Slow Dancing, opera rispettivamente di Frnk e Cautious Clay. Mentre il primo, accompagnato anche da un video musicale, rivisita la canzone in ritmo afro, il secondo è un brano prevalentemente strumentale focalizzato su flauto, tastiera e batteria.

## Descrizione
Layover è un album prevalentemente pop e R&B con influenze jazz sui temi della nostalgia, della tristezza e del desiderio, precedentemente affrontati dall'artista in alcuni pezzi solisti usciti tra il 2019 e il 2021, con un'atmosfera malinconica ma luminosa. Il titolo del disco, che significa "sosta" o "tappa" in inglese, è stato scelto per indicare che Layover rappresenta un punto di partenza per V come solista. Si apre con Rainy Days, una traccia alternative pop R&B che unisce percussioni vintage a batterie moderne, e fa uso di rumori bianchi riconducibili alla vita quotidiana. È seguita da Blue, un pezzo old school R&B caratterizzato da basso profondo e batteria, e Love Me Again, una canzone anch'essa R&B con rimandi gospel e jazz, in cui V usa il suo registro basso. Il singolo principale Slow Dancing è invece una traccia pop R&B influenzata dal soul anni Settanta e dal jazz. Anche For Us s'inserisce nei canoni del pop R&B, e combina il suono dei synth pad a quello del pianoforte vintage, mentre il testo esprime la tristezza di non riuscire a raggiungere la persona amata nonostante l'impegno profuso.

## Promozione
Nel giorno dell'uscita dell'album, V si è esibito al programma musicale Npop su Naver Now con i tre singoli estratti, riapparendo anche la settimana successiva con Blue. È salito anche sul palco di Inkigayo (10 settembre, con Rainy Days e Slow Dancing), M Countdown (14 settembre, con Love Me Again e Slow Dancing) e Music Bank (15 settembre, con For Us e Slow Dancing), e ha promosso Layover a diversi programmi di varietà e talk show, tra cui Suchwita l'11 settembre e IU's Palette il 12 settembre. Il 15 settembre è stato il primo idol ad apparire nell'edizione coreana di Tiny Desk della NPR, con una performance di Love Me Again, Slow Dancing e For Us, accompagnato da una band e tre coristi.

## Accoglienza
| Recensione | Giudizio |
| ---------- | -------- |
| Clash      | 8/10     |
| NME        |          |

Rhian Daly di NME ha assegnato 4 stelle su 5 a Layover, reputando che "forse V si è fatto attendere, ma ne è valsa davvero la pena" e approvando la scelta del genere musicale, la cui compatibilità con l'artista "fa magie, [e] il disco trasuda istantaneamente sofisticatezza". Ha apprezzato la voce di V, "che dà il meglio di sé e fa venire la pelle d'oca quando il suo proprietario la lascia cadere in un registro più profondo, morbido e soffice lungo i bordi", e considerato For Us la traccia più interessante. Per Abbie Aitken di Clash, "Layover è una miscela coesa di jazz e R&B guidata dai toni pieni di sentimento della voce di V". Nella sua recensione per Associated Press, Maria Sherman ha descritto l'album come "una collezione di canzoni che sembrano fedeli al suo esecutore — e offrono uno sguardo sulla sua interiorità spesso considerata misteriosa" e ha indicato Slow Dancing come "eccezionale, con l'assolo di flauto improvvisato nella coda della canzone".
Rolling Stone ha inserito Rainy Days in posizione 58 nella lista delle 100 canzoni migliori del 2023, scrivendo che nella traccia V "ha esplorato le profondità raffinate del suo baritono deliziosamente nebuloso". L'album è figurato 19º tra i trenta album più belli dell'anno per Time Out.

## Tracce
1. Rainy Days – 2:59 (testo: freekind., Masta Wu, Kim Dong-hyun, Gigi – musica: Frankie Scoca, freekind.)
2. Blue – 2:29 (testo: Catharina Stoltenberg, Henriette Motzfeld, Gigi – musica: Park Jin-su, Absent Chronicles, Catharina Stoltenberg, Henriette Motzfeldt)
3. Love Me Again – 3:02 (testo: freekind., Kim Dong-hyun, Gigi – musica: Park Jin-su, freekind.)
4. Slow Dancing – 3:07 (testo: freekind., Kim Dong-hyun, Gigi – musica: Park Jin-su, freekind.)
5. For Us – 2:51 (testo: freekind. – musica: Monro, freekind.)
6. Slow Dancing (Piano ver.) – 3:08 (testo: freekind., Kim Dong-hyun, Gigi – musica: Park Jin-su, freekind.)

## Formazione
- V – voce
- Absent Chronicles – musica (traccia 2), programmazione e base strumentale (traccia 2)
- Armadillo – editing vocale (traccia 3)
- Dale Becker – mastering
- Cautious Clay – flauto (traccia 4), cori (traccia 4)
- Choi Hye-jin – editing vocale (traccia 1)
- freekind. – testo e musica (tracce 1, 3-6), cori, programmazione e base strumentale (tracce 1, 3-4, 6), campione vocale (tracce 3, 5), piano (traccia 6)
- Sam Gendel – sassofono (traccia 4)
- Gigi – testo (tracce 1, 3-4, 6)
- Heo Eun-sook – editing vocale (tracce 2, 5)
- Ianjoon – chitarra (tracce 2-3)
- Jang Jung-woo – direzione vocale, editing vocale (tracce 3-4, 6)
- Kim Dong-hyun – testo (tracce 1, 3-4, 6), programmazione e base strumentale (traccia 3)
- Emily Kim – cori (traccia 2)
- Lee Pyung-wook – registrazione
- Min Hee-jin – direzione vocale
- Monro – musica (traccia 5), programmazione e base strumentale (traccia 5)
- Henriette Motzfeld – testo e musica (traccia 2)
- Park Jin-su – musica (tracce 2-4, 6), programmazione e base strumentale (tracce 2-4, 6)
- Frankie Scoca – musica (traccia 2), programmazione e base strumentale (traccia 1)
- Son Yu-jeong – editing vocale (tracce 3-4, 6), registrazione
- Catharina Stoltenberg – testo e musica (traccia 2)
- David Wrench – missaggio
- Masta Wu – testo (traccia 2)

## Successo commerciale
Nel suo giorno di uscita, Layover ha raggiunto la vetta della classifica album di iTunes in 65 paesi del mondo, mentre il brano Slow Dancing è arrivato al primo posto in 75 territori. Tutte le tracce sono entrate nella top 60 della classifica giornaliera di Spotify, con Slow Dancing in posizione 11 grazie a 4 743 367 ascolti totali, un record personale per V.
In Corea del Sud, Layover ha venduto 1 672 138 copie durante le prime ventiquattr'ore di disponibilità, segnando il nuovo record giornaliero e settimanale per un solista K-pop nella storia della Hanteo Chart. Successivamente ha totalizzato 2 101 974 copie nei suoi primi sette giorni, diventando il primo album di un solista K-pop a vendere più di 2 milioni di copie in una settimana sulla Hanteo Chart. La versione su CD ha debuttato in prima posizione sulla classifica settimanale stilata dalla Circle Chart con 1 451 622 copie, mentre il Weverse Album è apparso in posizione 4 con 328 958 copie.
In Giappone sono state 221 491 le copie fisiche distribuite nel corso della prima giornata, cifra che gli ha permesso di esordire in prima posizione nella classifica giornaliera. Slow Dancing ha ottenuto lo stesso risultato nella graduatoria dei singoli più scaricati, mentre Blue, For Us e Slow Dancing (Piano ver.) sono entrate rispettivamente in posizione 4, 5 e 6.
Layover ha debuttato secondo sulla Billboard 200 statunitense con 100 000 unità equivalenti ad album, composte da 88 000 copie pure fisiche e digitali, 9 000 stream-equivalent albums risultanti da 12,95 milioni di riproduzioni in streaming delle varie tracce, e 3 000 track-equivalent albums derivanti dalle vendite digitali dei singoli brani. V ha così eguagliato il record di artista coreano meglio classificato nella graduatoria statunitense degli album, unendosi a Jimin e Agust D, anch'essi arrivati secondi con i rispettivi dischi.

## Classifiche

### Classifiche settimanali
| Classifica (2023) | Posizione massima |
| ----------------- | ----------------- |
| Austria           | 4                 |
| Belgio (Fiandre)  | 7                 |
| Belgio (Vallonia) | 5                 |
| Canada            | 39                |
| Corea del Sud     | 1                 |
| Finlandia         | 19                |
| Francia           | 6                 |
| Germania          | 4                 |
| Giappone          | 2                 |
| Italia            | 12                |
| Lettonia          | 8                 |
| Lituania          | 6                 |
| Nuova Zelanda     | 3                 |
| Polonia           | 2                 |
| Stati Uniti       | 2                 |
| Svizzera          | 6                 |
| Ungheria          | 17                |

### Classifiche di fine anno
| Classifica (2023) | Posizione |
| ----------------- | --------- |
| Corea del Sud     | 15        |

## Riconoscimenti
- Asian Pop Music Award[54]
  - 2023 – Top 20 degli album stranieri dell'anno
- Circle Chart Music Award[55]
  - 2024 – Candidatura Artista dell'anno (album)
- iHeartRadio Music Awards[56]
  - 2024 – Album di debutto preferito
- MAMA Award[57]
  - 2023 – Candidatura Album dell'anno
- Melon Music Award[58]
  - 2023 – Candidatura Millions Top 10
- Music Awards Japan
  - 2025 – Candidatura Miglior album[59]